# Cearbhall Ó Dálaigh
Cearbhall Ó Dálaigh (pronunciat: ˈcaɾˠwaɫ̪ oː ˈdˠaːɫ̪i, karol o dawl-ie) (Bray, 1911 – Sneem, Comtat de Kerry, 1978) fou un polític irlandès, President d'Irlanda des de 1974 a 1976. Va dimitir el 1976 després d'un enfrontament amb el govern.
Es graduà en estudis cèltics el 1931, fou militant del Fianna Fáil i editor en irlandès a Irish Press (1931-1940). Ocupà el càrrec de Fiscal General el 1946-1948 i el 1951-1953, on es guanyà molt de prestigi, ministre de justícia sota Sean Lemass (1953) i jutge del Tribunal Suprem el 1961-1973. El 1972 fou nomenat membre del Tribunal de Justícia Europeu. Fou nomenat president d'Irlanda a la mort d'Erskine Hamilton Childers el 1974, però el 1976 va dimitir després d'un enfrontament amb l'executiu sobre política antiterrorista per la mort de Sir Christopher Ewart-Biggs a mans de l'IRA provisional.